# Sony (Mali)
Sony è un comune rurale del Mali facente parte del circondario di Kayes, nella regione omonima.